# Front démocratique pour le renouveau
Der Front démocratique pour le renouveau (FDR, dt. „Demokratische Front für die Erneuerung“) war eine im Osten der Republik Niger aktive paramilitärische Organisation. Teilweise nannte er sich auch Front démocratique révolutionnaire (dt. „Demokratische revolutionäre Front“).
Durch die zunehmende Staatsverschuldung und durch den Rückgang auswärtiger Hilfe kam die wirtschaftliche und politische Entwicklung in der Republik Niger in den 1990er Jahren zum Erliegen. In mehreren Landesteilen, in der Hauptstadt Niamey und in weiteren Städten ereigneten sich in der Folge gewaltsame Proteste. Während die Mitglieder der Rebellenbewegungen FLAA, UFRA und FARS im Norden Tuareg waren, rekrutierte sich der im Osten aktive FDR vor allem aus der halbnomadischen Bevölkerungsgruppe der Tubu. Die leichte Verfügbarkeit von Waffen aus dem Nachbarland Tschad förderte den bewaffneten Widerstand des FDR. 
Seither kam es sporadisch zu Zusammenstößen zwischen den staatlichen Sicherheitskräften und Mitgliedern des FDR. Im Juli 1998 kamen bei einem Überfall des FDR auf ein Dorf im Arrondissement N’Guigmi im Departement Diffa 15 Menschen ums Leben. Laut einem Bericht von Amnesty International nahm der FDR auch unbewaffnete Zivilpersonen als Geiseln, darunter einen kanadischen Sozialarbeiter, den er vier Monate lang gefangen hielt.
Im August 1998 unterzeichneten der FDR und das Regime von Ibrahim Baré Maïnassara schließlich in der tschadischen Hauptstadt N’Djamena ein Friedensabkommen. In den vorhergehenden Jahren hatte sich der FDR gegen ein Friedensabkommen, wie es die anderen nigrischen Rebellenbewegungen abgeschlossen hatten, geweigert. Ein zu einem früheren Zeitpunkt unterzeichneter Waffenstillstand war bereits nach zwei Wochen wieder gebrochen worden.
Im Januar 1999 wurde auf einer Insel im Tschadsee ein Massengrab entdeckt, in dem 150 Tubu bestattet waren, die mehr als zwei Monate nach dem Friedensabkommen vom August 1998 getötet worden waren. Die nigrische Regierung leugnete die Existenz des Massengrabes zunächst, veröffentlichte jedoch später die Namen der Getöteten in der Presse. Die Hintergründe des Grabes wurden nie geklärt, auch wenn der FDR das nigrische Justizministerium zur Untersuchung der Ereignisse aufgefordert hat. Auch in weiteren Gebieten der FDR wurde von der Hinrichtung unbewaffneter, ziviler Tubu durch staatliche Sicherheitskräfte berichtet.